# Hof Ter Poorten

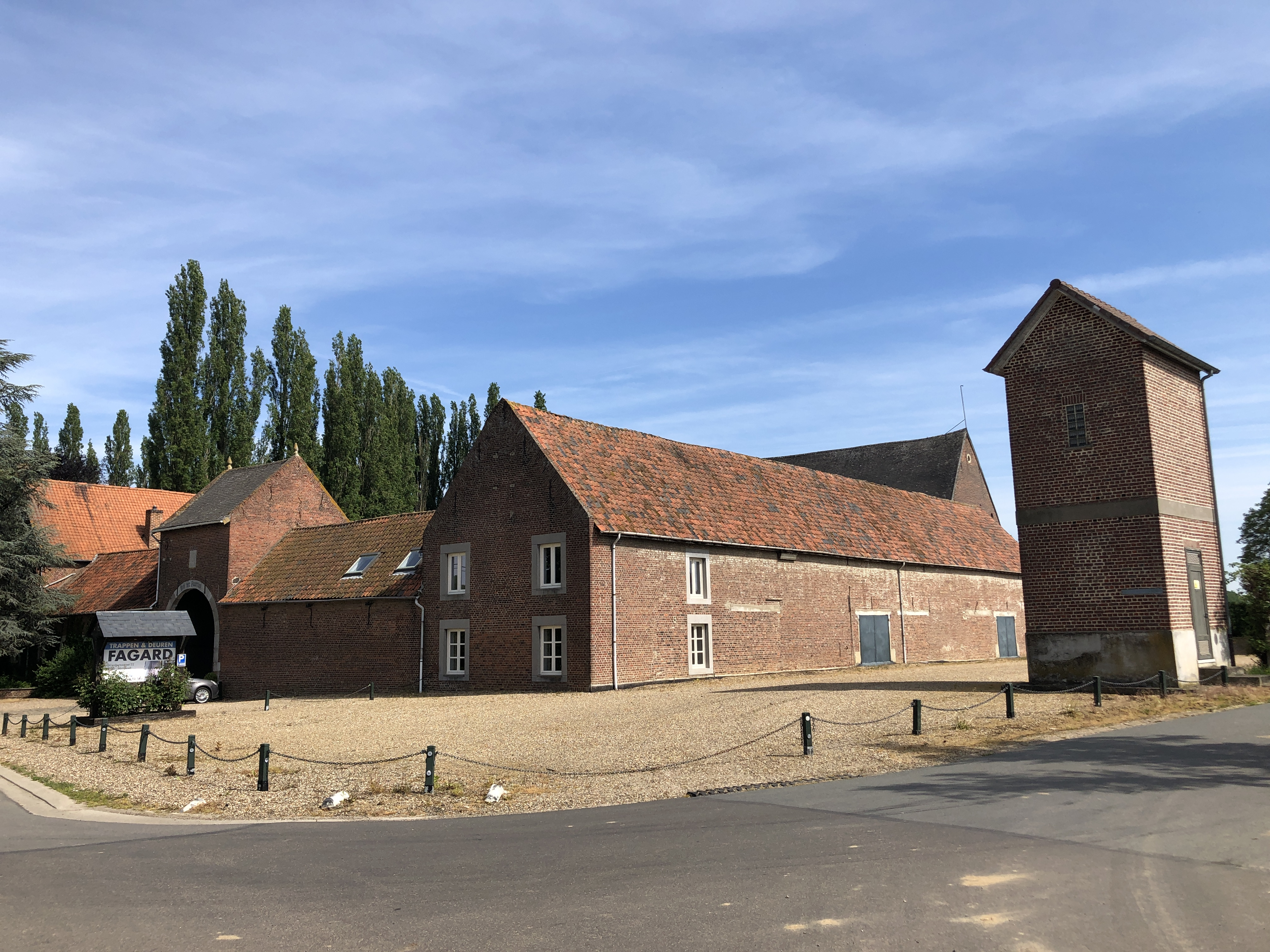
Hof Ter Poorten in Alt-Hoeselt.

Hof Ter Poorten is een historische boerderij aan de Winningenstraat 22 te Alt-Hoeselt.
Deze Haspengouwse vierkantshoeve stamt uit 1626, en een wapenschild boven de inrijpoort bevat dit jaartal, en het wapen van landcommandeur van Alden Biesen, Edmond Huyn van Amstenraedt.
Reeds in 1247 wees Dirk II van Valkenburg een aantal gronden toe aan de Duitse Orde van Alden Biesen, wat de basis vormde van het goed Ter Poorten.
Het was een pachthoeve. De hoeve werd vaak gebruikt als veilige plaats (sauve-garde) voor de bevolking van Alt-Hoeselt, wanneer er troepen voorbijkwamen. Vanaf 1720 was de familie Paquay de pachter. Na de opheffing van de Duitse Orde in 1797, kwam ook het bezit van de hoeve in particuliere handen. In 1987 werd de hoeve onderdeel van een beschermd dorpsgezicht.
Uit begin 17e eeuw stamt de tiendschuur met een hoog, met leien gedekt, zadeldak. De muren hiervan zijn voorzien van uilengaten. In de loop der tijden is er veel aan het complex verbouwd, zo zijn de stallen tegenover het woonhuis begin-19e-eeuws, maar met een oudere kern.